# PL-System

Animation des Automatischen Greif- und Aufwickelvorganges. Gezeigt ist das zweimalige Aufziehen, das normalerweise nach Schließen des Deckels erfolgt.

Das PL-System (Pentacon-Loading) oder die Pentacon Filmeinlegeautomatik ist ein System zum automatischen Greifen des Films durch die Spule, was einer höheren Ausnutzung des Filmmaterials dient. Es wurde 1967 bei Praktica-Kameras eingeführt und war von da an Bestandteil aller Praktica-Kameras.

Geöffnete Praktica MTL5B mit PL-System. Der Film wird unter den silbernen Bügel bis zur grünen Markierung (rechts unten) gezogen

Originale Anleitung zum Einlegen des Films (1987)

## Handhabung
Die Kleinbildfilmpatrone ist bei diesem System in die Kamera einzulegen und die Filmzunge bis zur Markierung herauszuziehen. Anschließend kann der Deckel geschlossen werden. Beim Betätigen des Spannhebels greift ein Metallbügel an der Spule den Filmstreifen und zieht ihn so aus der Patrone. Um zum unbelichteten Bereich des Filmes zu gelangen und des Weiteren ein Zurückrutschen zu vermeiden, muss nach dem Schließen der Rückwand einige Male ausgelöst werden. Nach Herstellerangabe sollte dies so oft erfolgen, bis die Bildnummerierung auf „1“ steht; praktisch genügt aber eine Leerbelichtung.

## Nutzen
Durch das PL-System muss beim Einlegen des Filmes in die Kamera weniger unbelichteter Film aus der Patrone gezogen werden, da Greif- und Aufwickelvorgang automatisiert erfolgen. Da der Filmtransport bei den Praktica-Modellen bis zum tatsächlichen Ende des Filmes möglich ist, können damit einige Bilder mehr als nominal vorhanden belichtet werden. Mit einem 36-Bild-Kleinbildfilm sind so in der Regel 38 bis 39 Aufnahmen möglich. Wird der Film in einer Dunkelkammer eingelegt, können sogar bis zu 40 Aufnahmen gemacht werden.